# Diane Quon
Diane Moy Quon (* 1958 oder 1959) ist eine US-amerikanische Filmproduzentin und Filmregisseurin.

## Leben
Diane Quon stammt aus Chicago. Sie studierte am Ripon College in Wisconsin Ökonomie und machte ihren Master-Abschluss 1979. Über 17 Jahre arbeitete sie für NBC und Paramount Pictures, 1996 wurde sie zur Marketing-Vizepräsidentin ernannt.
Als sich bei ihr gesundheitliche Probleme bemerkbar machten, kehrte sie 2015 nach Chicago zurück und begann als Filmproduzentin für Kartemquin Films zu arbeiten. 2017 produzierte sie den Kurzdokumentarfilm Cliff, Superfan! über einen fanatischen 68 Jahre alten Fan der Stanford Cardinals.
Anschließend produzierte sie Minding the Gap von Bing Liu, der bei der Oscarverleihung 2019 für einen Oscar nominiert wurde. Des Weiteren produzierte sie Left-Handed Pianist (2018) über Norman Malone. Derzeit arbeitet sie an The Dilemma of Desire von  Maria Finitzo.

## Privatleben
Diane Quon  ist verheiratet und hat drei Töchter und einen Sohn. Einen weiteren Sohn verlor sie 2009. Die Familie lebt derzeit in Lake Forest.

## Filmografie
- 2017: Cliff, Superfan! (Regie, Produktion)
- 2018: Minding the Gap (Produktion)
- 2018: Left-Handed Pianist (Produktion)